# Komm, süßer Tod (Roman)
Komm, süßer Tod (1998) ist der dritte Brenner-Krimi von Wolf Haas. Er gilt als der bekannteste Krimi dieser Reihe und zeichnet sich wie diese durch seinen lakonischen Sprachwitz aus. Komm, süßer Tod gewann den Deutschen Krimipreis 1999 und wurde 2000 mit Josef Hader in der Hauptrolle verfilmt, was zu seiner Popularität beigetragen haben dürfte.

## Handlung
In diesem Kriminalroman geht es um den Kampf zweier rivalisierenden Rettungsvereine – den Kreuzrettern und dem Rettungsbund –, die versuchen, mit ihren kriminellen Machenschaften ihren Fortbestand zu gewährleisten.
Zu Beginn der Geschichte steht der Mord an Leo Stenzl, dem Chef der Wiener Blutbank und seiner Freundin Irmi, einer Krankenschwester und Hauskrankenpflegerin. Die beiden werden Opfer eines Kunstschusses und gleichzeitig bei einem Kuss getötet. Zeuge des Geschehens ist Manfred Groß, ein Sanitäter der Kreuzretter, der auf Grund seines Aussehens „Bimbo“ genannt wird. Dieser hat eine große Vorliebe für Goldketten, die immer seinen dicken Hals zieren und ihm später noch zum Verhängnis werden sollten. Aufgrund seines selbstbewussten Auftretens gelingt es ihm, Angelika Lanz, eine 25-jährige, lebenslustige Sanitäterstochter, vor den Augen der versammelten Kreuzrettermannschaft „herumzukriegen“. Mit dieser Aktion zieht er den Hass des alten Lanz auf sich. 
Als der Kampf um jeden einzelnen Patienten zwischen den Kreuzrettern und dem Rettungsbund immer stärker wird, zitiert der Junior, der Chef der Kreuzretter, Simon Brenner zu sich. Brenner stand 20 Jahre im Dienste der Polizei, später war er Detektiv und ist nun Sanitäter bei den Kreuzrettern. Er erhält den Auftrag, herauszufinden ob der Rettungsbund den Funkverkehr abhört. Dazu kontaktiert er einen gewissen Oswald, einen Kriminellen und Spezialisten für Abhöranlagen.
Inzwischen ereignet sich ein zweiter Mord, nämlich der an Manfred Groß alias „Bimbo“. Zunächst glaubt man an einen Zufall, aber die Würgemale an seinem Hals – verursacht durch seine Goldkette – bestätigen den Mord. Der alte Lanz wird sofort verdächtigt und ins Untersuchungsgefängnis gebracht. 
Auch Brenner ergeht es zwischenzeitlich übel, denn seine Spitzeleien ziehen den Unmut des Rettungsbund-Chefs und eines gewissen Watzek (Sponsor des Rettungsbundes) auf sich. Er wird zusammengeschlagen und später mit seinem Kollegen, dem kleinen Berti, gefangen genommen. Aus dieser misslichen Lage werden die beiden schließlich von Angelika Lanz befreit, die als Kellnerin im Stüberl des Rettungsbundes tätig ist. 
Inzwischen hat sich auch Nicole, die Sekretärin des Blutbank-Chefs verdächtig gemacht, etwas mit dem Tod Irmis zu tun zu haben. Die beiden Frauen werden für Rivalinnen in der Gunst um ihren Chef gehalten. Irmi schnüffelt immer wieder in den Krankenhausbüros herum. Ihre Neugierde wird auch noch von einer gewissen Frau Rupprechter bestätigt, für die sie als Hauskrankenhilfe tätig ist. Frau Rupprechter ist Patientin des Krankenhauses, Bankierswitwe und im Besitz einer enormen Lebensversicherung. Frau Rupprechter wird immer von den Kreuzrettern zur Behandlung ins AKH gefahren.
Von Angelika erfährt Brenner schließlich, dass Irmi mit einem Kollegen ihres Vaters liiert war, einem gewissen „Lungauer“, der eigentlich Burgenländer war. Lungauer ist gelernter Mechaniker und bei der Reparatur eines Rettungswagens ist er von Bimbo so schwer verletzt worden, dass er sich seither als Pflegefall im Rollstuhl befindet. Brenner sucht Lungauer in seiner Wohnung auf und dieser erzählt ihm, wie sich Rettungsbund und Kreuzretter finanzieren können. Beide Verbände sind auf Spenden angewiesen und werden auch oft von Patienten in deren Testament bedacht. Schließlich haben die Kreuzretter die Unterschriften ihrer Patienten im Testament erschwindelt und letztendlich hat der Junior gemeinsam mit dem Bimbo den Tod ihrer Patienten gewaltsam herbeigeführt, um so schneller an die Erbschaft zu kommen. Es handelt sich immer um Zuckerkranke oder Dialysepatienten, denen absichtlich Zuckerwasser verabreicht wurde. Lungauer ist dem Bimbo auf die Schliche gekommen und als es ihm zu viel wurde und er zur Polizei gehen wollte, trachtet ihm Bimbo nach dem Leben. Irmi hat nun auf eigene Faust weiter geforscht und wollte so dem Lungauer Gerechtigkeit verschaffen. Das kostet sie dann auch das Leben. 
Als sich dann noch herausstellt, dass sich der Lanz zur Zeit, als der Mord am Blutbankchef und an der Irmi stattfand, auf der Chirurgie war und die Schusswaffe in Bimbos Umkleidespind gefunden wird, kommen die Dinge ins Rollen. Oswald hilft Brenner schließlich in den Kreuzrettungscomputer hinein zu kommen und bestätigt, dass beim Tod vieler Patienten immer Bimbo und der Junior die Fahrer waren.
Als Brenner hört, dass Lungauer mit einem epileptischen Anfall ins Krankenhaus eingeliefert werden soll, schwant ihm Übles und er weiß, er muss Lungauer als Zeugen retten, weil er sonst das nächste Mordopfer wird. Lungauer wird in einem defekten Rettungsauto transportiert und soll mit den austretenden Auspuffgasen umgebracht werden. Brenner verfolgt sofort den Rettungswagen, stoppt ihn durch einen bösen Unfall, und als er in den Wagen steigt, um den Lungauer zu retten, erstickt er fast selbst. Benommen kann er noch erkennen, dass der Junior am Steuer sitzt und weiß nun, dass jetzt auch er selbst als lästiger Zeuge getötet werden soll. Oswald, der Brenner in der Rettung begleitet hat, zieht Bimbos Waffe und rettet mit einem tödlichen Schuss auf den Junior dem Detektiv das Leben.
Hinter all den dunklen Machenschaften zog also stets der Juniorchef der Kreuzretter die Fäden, er war verantwortlich für all die Morde, und dies alles musste geschehen, um den Fortbestand der Kreuzretter zu sichern.

## Titel
Die titel- und motivgebende Liedzeile Komm, süßes Kreuz stammt aus Bachs Matthäuspassion. Sie wird von Brenner lange Zeit nicht ganz korrekt, aber mindestens genauso treffend als Komm, süßer Tod erinnert (vgl. Bachs bekanntes geistliches Lied Komm, süßer Tod) und führt den Single nicht nur zurück zu einer Ex-Flamme seiner Jugendzeit, sondern auch zur  Lösung des Falles.

## Figuren
- Simon Brenner ist ein ehemaliger Detektiv und hat 19 Jahre lang bei der Polizei gearbeitet.
- Manfred Groß wird aufgrund seines Aussehens „Bimbo“ genannt. Er ist Sanitäter bei den Kreuzrettern
- Hansi Munz ist ebenfalls ein Sanitäter, knapp 30 und altmodisch.
- Leo Stenzl ist Chef der Blutbank und Bruder des Rettungsbund-Chef.
- Irmi ist die Freundin von Leo Stenzl, Krankenschwester und Hauskrankenpflegerin.
- Angelika Lanz war kurze Zeit mit dem Rettungsbund-Chef liiert. Sie ist 25 Jahre alt und führt dem Vater den Haushalt.
- Herr Lanz ist Angelikas Vater.
- Der Junior ist Leiter der Kreuzretterzentrale und trägt einen markanten Schnurrbart.
- Oswald ist verurteilter Krimineller, 51 Jahre alt und Spezialist für Abhöranlagen.
- Herr Czerny ist ein Sanitäter, geldgierig und handelt mit Medikamenten und Versicherungen.
- Der kleine Berti ist 1,92 m groß, spindeldürr, möchte mit Brenner ein Detektivbüro aufmachen.
- Imbiss-Rosi führt einen Imbiss am Gelände des AKH.
- Lungauer ist Mechaniker und Irmis Exfreund.
- Frau Rupprechter ist eine reiche Bankierswitwe.
- Klara ist Brenners Freundin aus der Schulzeit. Sie war es, die ihm Komm, süßer Tod von Bach zu Gemüte geführt hat.

## Ausgaben
- Wolf Haas: Komm, süßer Tod. Roman; der dritte Fall für Brenner. Hoffmann & Campe, Hamburg 2006, ISBN 978-3-455-40003-8 (Nachdr. d. Ausg. Reinbek 1998).